# Grensbaanvak
Een grensbaanvak verbindt het spoorwegnet van twee naastliggende landen. Wat betreft de exploitatie is er veelal sprake van afwijkende regelgeving. De treinbeveiliging kent veelal elementen van beide landen. Om materieel voorzien van ETCS om te laten schakelen tussen de verschillende nationale systemen kunnen op een grensbaanvak STM - STM Transities ingericht worden.
Naast de in het dagelijks taalgebruik gehanteerde term "grensbaanvak" wordt in de verdragen tussen landen gebruikgemaakt van het begrip "spoorweggrensovergang" (Duits: Grenzübergänge der Eisenbahnen, Engels: railway frontier crossings, Frans: franchissements de frontiere par voie ferré).
Voor het SCIC-NRT-tarief worden tot de grenspunten ook stations gerekend waar bepaalde internationale treinen stoppen. Binnen Nederland zijn dat Amsterdam Centraal, Schiphol Airport, Rotterdam Centraal en Utrecht Centraal.

## Nederland-Duitsland
Grenspunt Weener (Gr):
| Serie            | Treinsoort         | Route | Bijzonderheden |
| ---------------- | ------------------ | --- | --- |
| 20100 RS 6 RB 57 | Stoptrein (Arriva) | Groningen – Groningen Europapark – Kropswolde – Martenshoek – Hoogezand-Sappemeer – Zuidbroek – Scheemda – Winschoten – Bad Nieuweschans – Weener – ‒ Leer | Ook wel Wiederline genoemd. Vanwege brugschade geen treinverkeer mogelijk tussen Weener en Leer. Op dit traject rijdt lijnbus 620 van Weser-Ems Bus. Er rijden ook Arrivabussen tussen Groningen en Leer v.v. |

Grenspunt Bad Bentheim (Gr) tussen Oldenzaal en Bad Bentheim:
| Serie         | Treinsoort                                    | Route | Bijzonderheden                                |
| ------------- | --------------------------------------------- | --- | --------------------------------------------- |
| 140/240 IC 77 | Intercity (NS International / DB Fernverkehr) | Amsterdam Centraal – Hilversum – Amersfoort Centraal – Apeldoorn – Deventer – Hengelo – Bad Bentheim – Rheine – Osnabrück Hbf – Bünde (Westf) – Hannover Hbf – Berlin-Spandau – Berlin Hbf – Berlin Ostbahnhof | Stopt niet in Almelo. Rijdt elke twee uur. en |
| 20350 RB 61   | Stoptrein/Regionalbahn (Keolis)               | Hengelo – Bad Bentheim – Rheine – Osnabrück Hbf – Bünde(Westf) – Bielefeld Hbf | Wiehengebirgsbahn                             |

Grenspunt Gronau (Westf) (Gr):
| Serie       | Treinsoort                            | Route | Bijzonderheden                                                                                 |
| ----------- | ------------------------------------- | --- | ---------------------------------------------------------------------------------------------- |
| 20180 RB 64 | Regionalbahn (DB Regio NRW)           | Münster (Westf) Hbf – Münster Zentrum Nord – Münster-Häger – Altenberge – Nordwalde – Steinfurt-Borghorst – Steinfurt-Grottenkamp – Steinfurt-Burgsteinfurt – Metelen Land – Ochtrup – Gronau (Westf) – Glanerbrug – Enschede De Eschmarke – Enschede                                                | Euregio-Bahn                                                                                   |
| 20250 RB 51 | Stoptrein/Regionalbahn (DB Regio NRW) | Dortmund Hbf – Dortmund-Kirchderne – Dortmund-Derne – Preußen – Lünen Hbf – Bork (Westf) – Selm-Beifang – Selm – Lüdinghausen – Dülmen – Lette (Kr Coesfeld) – Coesfeld (Westf) – Rosendahl-Holtwick – Legden – Ahaus – Epe (Westf) – Gronau (Westf) – Glanerbrug – Enschede De Eschmarke – Enschede | Westmünsterland-Bahn Dortmund-Lünen 2x per uur, van/naar Enschede en in het weekend 1x per uur |

Grenspunt Emmerich (Gr) (gelegen tussen Zevenaar en Emmerich):
| Serie          | Treinsoort                           | Route | Bijzonderheden                              |
| -------------- | ------------------------------------ | --- | ------------------------------------------- |
| 100 ICE 43     | Intercity-Express (NS International) | Amsterdam Centraal – Utrecht Centraal – Arnhem Centraal – Oberhausen Hbf – Duisburg Hbf – Düsseldorf Hbf ] / [ Hannover Hbf – Minden (Westf) – Herford – Bielefeld Hbf – Gütersloh Hbf – Hamm (Westf) – Hagen Hbf – Wuppertal Hbf ] – Köln Hbf – Siegburg/Bonn – Frankfurt (Main) Flughafen Fernbahnhof – Mannheim Hbf – Karlsruhe Hbf – Offenburg – Freiburg (Breisgau) Hbf – Basel Bad Bf – Basel SBB | Eén keer per dag tussen Amsterdam en Basel. |
| 120/220 ICE 78 | Intercity-Express (NS International) | Amsterdam Centraal – Utrecht Centraal – Arnhem Centraal – Oberhausen Hbf – Duisburg Hbf – Düsseldorf Hbf – Köln Hbf – Frankfurt (Main) Flughafen Fernbahnhof – Frankfurt (Main) Hbf | Wordt aangevuld door de serie 100 / ICE 43. |
| 20000 RE 19    | Regional-Express (VIAS)              | Arnhem Centraal – Zevenaar – Emmerich-Elten – Emmerich – Praest – Millingen (b Rees) – Empel-Rees – Haldern (Rheinl) – Mehrhoog – Wesel-Feldmark – Wesel – Friedrichsfeld (Niederrhein) – Voerde (Niederrhein) – Dinslaken – Oberhausen-Holten – Oberhausen-Sterkrade – Oberhausen Hbf – Duisburg Hbf – Düsseldorf Flughafen – Düsseldorf Hbf                                                           | Rhein-IJssel-Express                        |

Grenspunt Venlo (Gr):
| Serie       | Treinsoort                  | Route | Bijzonderheden      |
| ----------- | --------------------------- | --- | ------------------- |
| 20050 RE 13 | Regional-Express (Eurobahn) | Venlo – Kaldenkirchen – Breyell – Boisheim – Dülken – Viersen – Mönchengladbach Hbf – Neuss Hbf – Düsseldorf-Bilk – Düsseldorf Hbf – Wuppertal-Vohwinkel – Wuppertal Hbf – Wuppertal-Barmen – Wuppertal-Oberbarmen – Schwelm – Ennepetal (Gevelsberg) – Hagen Hbf – Schwerte (Ruhr) – Holzwickede – Unna – Bönen – Hamm (Westf) | Maas-Wupper-Express |

Op vrijdagavond (heen) en zondagochtend (terug) rijden ook enkele chartertreinen langs dit grenspunt. Via Venlo rijden ook ICE-treinen Amsterdam - Keulen (-Frankfurt), indien de route via Arnhem-Oberhausen (wegens werkzaamheden enzovoorts) buiten gebruik is. Deze omgeleide ICE stoppen dan ook in Mönchengladbach Hbf.

Grenspunt Herzogenrath (Gr):
| Serie            | Treinsoort                                             | Route | Bijzonderheden |
| ---------------- | ------------------------------------------------------ | --- | --- |
| 18900 RE 18 S 43 | Sneltrein / Regional-Express / S-trein (Arriva / NMBS) | (Luik-Guillemins – Bressoux – Wezet – Eijsden – Maastricht Randwyck – ) Maastricht – Meerssen – Valkenburg – Heerlen – Landgraaf – Eygelshoven Markt – Herzogenrath – Aachen West – Aachen Hbf | Drielandentrein (LIMAX). Tussen Luik-Guillemins en Maastricht wordt 1x/uur gereden. Tussen Maastricht en Aachen wordt 2x/uur gereden. |

## Nederland-België
HSL-Zuid (spoorlijn 4); grenspunt Hazeldonk (gr) (niet van belang voor het tariefsysteem van Eurostar Red, voorheen Thalys en Eurostar Blue):
| Serie         | Treinsoort                                       | Route | Bijzonderheden |
| ------------- | ------------------------------------------------ | --- | --- |
| Eurostar 9100 | Eurostar (Eurostar)                              | Amsterdam Centraal – Rotterdam Centraal – Brussel-Zuid – Lille-Europe – Calais-Fréthun – Ashford International – Ebbsfleet International – London St Pancras International | Rijdt niet in Nederland in 2025. Wordt mogelijk in de loopt van 2025 weer opgestart. |
| 9200 IC 35    | EuroCity, Beneluxtrein (NMBS)                    | Rotterdam Centraal – Breda – Noorderkempen – Antwerpen-Centraal – Antwerpen-Berchem – Mechelen – Brussels Airport-Zaventem – Brussel-Noord – Brussel-Centraal – Brussel-Zuid | Via HSL Schiphol - Antwerpen. |
| Eurostar 9300 | Eurostar (Eurostar)                              | Amsterdam Centraal – Schiphol Airport – Rotterdam Centraal – Antwerpen-Centraal – Brussel-Zuid – Paris-Nord | Via HSL. Diverse ritten alleen tussen Amsterdam en Brussel. |
| 9500          | Eurocity Direct, Beneluxtrein (NS International) | Lelystad Centrum – Almere Buiten – Almere Centrum – Amsterdam Zuid – Schiphol Airport – Rotterdam Centraal – Antwerpen-Centraal – Brussel-Zuid | Via HSL. Tussen Schiphol en Rotterdam is bij een reis binnen Nederland een toeslag verschuldigd. Rijdt na 20:00 uur, zaterdagochtend vroeg en op zondag enkel tussen Amsterdam Zuid en Brussel-Zuid v.v. |
| Eurostar 9900 | Eurostar (Eurostar)                              | Amsterdam Centraal – Schiphol Airport – Rotterdam Centraal – Antwerpen-Centraal – Brussel-Zuid – [ Aéroport Charles-de-Gaulle 2 TGV – Marne-la-Vallée - Chessy ] / [ Chambéry-Challes-les-Eaux – Albertville – Moûtiers - Salins - Brides-les-Bains – Aime-La Plagne – Landry – Bourg-Saint-Maurice ] / [ Valence-Rhône-Alpes-Sud TGV – Avignon TGV – Aix-en-Provence TGV – Marseille Saint-Charles ] | Via HSL. Marne-la-Vallée - Chessy 2 keer per dag. Bourg-Saint-Maurice 1 keer per week in de winter. Marseille Saint-Charles 1 keer per week in de zomer.                                                 |

Spoorlijn 12; grenspunt Roosendaal (Gr):
| Serie     | Treinsoort               | Route | Bijzonderheden |
| --------- | ------------------------ | --- | -------------- |
| S 32 2550 | S-trein Antwerpen (NMBS) | Puurs – Ruisbroek-Sauvegarde – Boom – Niel – Schelle – Hemiksem – Hoboken-Polder – Antwerpen-Zuid – Antwerpen-Berchem – Antwerpen-Centraal – Antwerpen-Luchtbal – Antwerpen-Noorderdokken – Ekeren – Sint-Mariaburg – Kapellen – Heide – Kijkuit – Kalmthout – Wildert – Essen – Roosendaal |                |

Spoorlijn 40, grenspunt Visé (fr):
| Serie            | Treinsoort                                             | Route | Bijzonderheden |
| ---------------- | ------------------------------------------------------ | --- | --- |
| 18900 RE 18 S 43 | Sneltrein / Regional-Express / S-trein (Arriva / NMBS) | (Luik-Guillemins – Bressoux – Wezet – Eijsden – Maastricht Randwyck – ) Maastricht – Meerssen – Valkenburg – Heerlen – Landgraaf – Eygelshoven Markt – Herzogenrath – Aachen West – Aachen Hbf | Drielandentrein (LIMAX). Tussen Luik-Guillemins en Maastricht wordt 1x/uur gereden. Tussen Maastricht en Aachen wordt 2x/uur gereden. |

## België-Duitsland
Grenspunt Aachen Süd (Gr):
| Serie         | Treinsoort                        | Route | Bijzonderheden                                             |
| ------------- | --------------------------------- | --- | ---------------------------------------------------------- |
| ICE 79        | InterCityExpress (DB Fernverkehr) | Brussel-Zuid – Brussel-Noord – Luik-Guillemins – Aachen Hbf – Köln Hbf – Frankfurt (Main) Flughafen Fernbahnhof – Frankfurt (Main) Hbf      | Rijdt elke twee uur.                                       |
| Eurostar 9400 | Eurostar (Eurostar)               | Paris Nord – Brussel-Zuid – Luik-Guillemins – Aachen Hbf – Köln Hbf – Düsseldorf Hbf – Duisburg Hbf – Essen Hbf – Bochum Hbf – Dortmund Hbf | Vijf treinen per dag. Enkele treinen verder naar Dortmund. |
| L 5000        | L-trein / Regional-Express (NMBS) | Verviers-Centraal – Pepinster – Pepinster-Cité – Juslenville – Theux – Franchimont – Spa – Spa-Géronstère                                   |                                                            |

## België-Luxemburg
Grenspunt Gouvy (fr):
- Spoorlijn 42 / spoorlijn Luxemburg - Troisvierges

Grenspunt Sterpenich (fr):
- Spoorlijn 162 / spoorlijn Luxemburg - Kleinbettingen

Grenspunt Athus (gr):
- Spoorlijn 165 - tussen Athus (B) en Rodange (L)

## België-Frankrijk
Grenspunten: Jeumont (fr), Quévy (fr), Blandain (fr), Tourcoing (fr).
Zie ook TER Nord-Pas-de-Calais.

## Luxemburg-Frankrijk
Grenspunt Bettembourg (fr):
- Spoorlijn Luxemburg - Bettembourg / Spoorlijn Metz-Ville - Zoufftgen
- Luxemburg - Pétange - Longwy.

## Luxemburg-Duitsland
Grenspunt Igel (Gr):
- Spoorlijn Luxemburg - Wasserbillig / Spoorlijn Ehrang - Igel (grens)

## Diversen
Voor de spoorweggrensovergangen tussen het Koninkrijk der Nederlanden en de Bondsrepubliek Duitsland is op 22 september 1966 een Verdrag nummer 9226 ondertekend dat in aanvulling op de bovengenoemde de volgende spoorweggrensovergangen onderscheidt:
- Coevorden - Laarwald
- Broekheurne - Altstätte (in 1968 administratief opgeheven)
- Winterswijk - Borken
- Nijmegen - Kranenburg
- Vlodrop - Dalheim
- Simpelveld - Aachen West

Met het Protocol tussen het Koninkrijk der Nederlanden en de Bondsrepubliek Duitsland inzake de gevolgen van de Duitse eenwording voor de bilaterale verdragsrelaties van 25 januari 1994 is dit verdrag voor het huidige Duitsland van toepassing verklaard.
Voor de spoorweggrensovergangen tussen Nederland en België is dit geregeld in Verdrag Nr. 1504 "Overeenkomst tussen het Koninkrijk der Nederlanden en het Koninkrijk België tot regeling der aansluiting van spoorwegen op het grondgebied der beide Rijken" tot stand gekomen te 's-Gravenhage op 9 November 1867 en vastgelegd in tractatenblad 1868-9. In aanvulling op de bovengenoemde zijn er de volgende spoorweggrensovergangen:
- Budel - Neerpelt (Spoorlijn 19)
- Maastricht – Lanaken (Spoorlijn 20)
- Sas van Gent – Zelzate (Spoorlijn 55)